# Khajri
Khajri fou un petit estat tributari protegit, del tipus zamindari, a les Províncies Centrals, a 10 km al nord d'Arjuni. Estava format per dos pobles amb una superfície de 18 km² i població de 1.502 habitants el 1881. La capital, Khajri era a 21° 08′ 30″ N, 85° 56′ 00″ E / 21.14167°N,85.93333°E. El sobirà era un halba i la població la formaven halbes i gonds.